# Trichostylum flavum
Trichostylum flavum là một loài ruồi trong họ Tachinidae.